# Idioblasto
Idioblasto es, en citología, la célula que es diferente a las que están a su alrededor. Esta diferencia con el resto de células de un tejido puede estribar en su forma, tamaño, contenido o función o en varias de estas.
En los tejidos vegetales, los idioblastos son células buliformes encargadas de enrollar las hojas de gramíneas ante la pérdida de agua.
También sirven como cámara de almacenamiento de sustancias celulares, las secreciones en vez de salir quedan almacenadas en los idioblastos, pueden contener cristales de carbonato de calcio, aceites y taninos.
Los litocistos son idioblastos presentes en la epidermis que contiene un cistolito.
- Datos: Q1431457